# Susana Solís Pérez
Susana Solís Pérez, née le 21 décembre 1971 à Avilés est une femme politique espagnole.
Membre de Ciudadanos, elle siège à l'Assemblée de Madrid de 2015 à 2019 et au Parlement européen depuis 2019. 